# Temnocerus macrophthalmus
Temnocerus macrophthalmus is een keversoort uit de familie Rhynchitidae. De wetenschappelijke naam van de soort is voor het eerst geldig gepubliceerd in 1908 door Schaeffer.